# Neuvilly
Neuvilly é uma comuna francesa na região administrativa de Altos da França, no departamento do Norte. Estende-se por uma área de 12.57 km². Em 2010 a comuna tinha 1 112 habitantes (densidade: 88,5 hab./km²).